# Ben Jones
Benjamin "Ben" Jones, född 26 februari 1999, är en kanadensisk professionell ishockeyforward.
Jones är kontrakterad till Vegas Golden Knights i National Hockey League (NHL) och spelar för Henderson Silver Knights i American Hockey League (AHL).
Han har tidigare spelat för Chicago Wolves i AHL; Fort Wayne Komets i ECHL samt Niagara Icedogs i Ontario Hockey League (OHL).
Jones draftades av Vegas Golden Knights i sjunde rundan i 2017 års draft som 189:e spelare totalt.

## Statistik
| Källa: Uppdaterad: 2021-11-21 | Källa: Uppdaterad: 2021-11-21 | Källa: Uppdaterad: 2021-11-21 |                           | Grundserie                | Grundserie                | Grundserie                | Grundserie                | Grundserie                |     | Slutspel | Slutspel | Slutspel | Slutspel | Slutspel |
| Säsong                        | Lag                           | Liga                          | Matcher                   | Mål                       | Assists                   | Poäng                     | Utv                       | Matcher                   | Mål | Assists  | Poäng    | Utv      |          |          |
| ----------------------------- | ----------------------------- | ----------------------------- | ------------------------- | ------------------------- | ------------------------- | ------------------------- | ------------------------- | ------------------------- | --- | -------- | -------- | -------- | -------- | -------- |
| 2013–2014                     | Toronto Marlboros             | GTHL                          | Statistik ej tillgänglig. | Statistik ej tillgänglig. | Statistik ej tillgänglig. | Statistik ej tillgänglig. | Statistik ej tillgänglig. | Statistik ej tillgänglig. | 1   | 0        | 0        | 0        | 0        |          |
| 2014–2015                     | Toronto Marlboros             | GTHL                          | 74                        | 27                        | 42                        | 69                        | 50                        | —                         | —   | —        | —        | —        |          |          |
|                               | Stouffville Spirit            | OJHL                          | 1                         | 1                         | 1                         | 2                         | 0                         | —                         | —   | —        | —        | —        |          |          |
| 2015–2016                     | Niagara Icedogs               | OHL                           | 61                        | 5                         | 4                         | 9                         | 16                        | 6                         | 0   | 0        | 0        | 4        |          |          |
| 2016–2017                     | Niagara Icedogs               | OHL                           | 63                        | 13                        | 37                        | 50                        | 56                        | 4                         | 0   | 1        | 1        | 6        |          |          |
| 2017–2018                     | Niagara Icedogs               | OHL                           | 68                        | 30                        | 49                        | 79                        | 53                        | 10                        | 5   | 7        | 12       | 10       |          |          |
| 2018–2019                     | Niagara Icedogs               | OHL                           | 68                        | 41                        | 61                        | 102                       | 82                        | 11                        | 2   | 5        | 7        | 8        |          |          |
| 2019–2020                     | Chicago Wolves                | AHL                           | 36                        | 2                         | 5                         | 7                         | 17                        | —                         | —   | —        | —        | —        |          |          |
|                               | Fort Wayne Komets             | ECHL                          | 8                         | 1                         | 4                         | 5                         | 7                         | —                         | —   | —        | —        | —        |          |          |
| 2020–2021                     | Henderson Silver Knights      | AHL                           | 38                        | 7                         | 9                         | 16                        | 39                        | 5                         | 1   | 1        | 2        | 0        |          |          |
| 2021–2022                     | Vegas Golden Knights          | NHL                           | 1                         | 0                         | 0                         | 0                         | 2                         | —                         | —   | —        | —        | —        |          |          |
|                               | Henderson Silver Knights      | AHL                           | 12                        | 4                         | 2                         | 6                         | 18                        | —                         | —   | —        | —        | —        |          |          |
| NHL totalt                    | NHL totalt                    | NHL totalt                    | 1                         | 0                         | 0                         | 0                         | 2                         | —                         | —   | —        | —        | —        |          |          |
| AHL totalt                    | AHL totalt                    | AHL totalt                    | 86                        | 13                        | 16                        | 29                        | 74                        | 5                         | 1   | 1        | 2        | 0        |          |          |
| OHL totalt                    | OHL totalt                    | OHL totalt                    | 260                       | 89                        | 151                       | 240                       | 207                       | 31                        | 7   | 13       | 20       | 28       |          |          |